# 不動產所有權
不動產所有權是指，所有权人依法对自己的享有的不动产占有、使用、收益、处分的权利。
以“中华民国民法”为例，從狹義上來說為中華民國民法第三編（物權編）第二章（所有權）第二節（不動產物權）的章節名。該章節中規範了土地暨建築物所有權的範圍，以及相鄰土地的各個所有人相互間之權利義務關係，即所謂「相鄰關係」的處理原則。從廣義上來說，不動產所有權是由兩個不同的法律專有名詞，一是不動產，二是所有權所組成。簡單來講就是闡述不動產所有權的意義內容與種類。

## 狹義的不動產所有權

### 土地所有權的範圍
土地所有權的範圍，可以用「縱」與「橫」的角度觀察。從橫的角度言，土地雖綿亙無垠，但卻可以用人為方法，劃分疆界，不難確定。但較為困難的則是從縱的角度觀察，因為土地至少可以分割成為三層，即經由橫向所劃分而成的某塊地面，該地面以上的空間，以及地下之地身。中華民國民法第773條前段規定，土地所有權及於該土地之天上及地下，但有二個限制條件，即是
1. 在所有權人行使有利益的範圍之內。例如不得禁止他人在土地上空通航飛機，或在地下埋設水管等等。[註 1]
2. 在法令限制範圍內，如若土地之下有礦產，該土地之所有人不能主張土地所有權亦擴及於該礦產。[註 2]

### 建筑物区分所有权的范围
該章節還規定了一個建築物中有數個獨立所有權人的型態，即區分所有的型態。例如一棟四層公寓樓房，每層各屬不同的所有權人所有；或是連平房五間，每間各有一所有權人。
區分所有建築物可分成「專有部分」與「共有部分」：
1. 專有部分：是指區分所有建築物在構造上及使用上可獨立，而且可以單獨為所有權之標的。專有部分在法律上可以享有單獨所有權。如公寓或大廈裏面的某一戶住家。
2. 共有部分：是指區分所有建築物專有部分以外之其他部分，以及不屬於專有部分之附屬物。如樓梯、與鄰居相隔的上下四方牆壁、走廊等等。此共有部分的修繕費及其他負擔，由各所有人按其應有部分的比例分擔之。

中華人民共和國的物權法中亦有相似的規定，稱為「業主的建築物區分所有權」

### 相鄰關係
所謂相鄰關係是指相互接鄰的土地所有人間的權利義務關係，因土地相鄰而難免發生衝突，故不得不對所有權人的權利加以限制，以免影響社會及交易秩序。相鄰關係大致上分為下列五種關係：
1. 營建設施關係
  1. 關於營業：土地所有人在經營工業及行使其他權利時，應注意避免損害鄰地。（中華民國民法第774條。）
  2. 關於建築物：
    1. 開掘土地或為建築時，不得因此使鄰地的地基動搖或發生危險，或是讓其工作物受損。（中華民國民法第794條。）建築物有傾倒而危及鄰地的危險，鄰地所有人得請求預防之。（中華民國民法第795條。）
    2. 若鄰地所有人在其疆界附近營造或修繕建築物有使用其土地之必要時，土地所有人應允許鄰居使用，但是若有損害時，土所有權人可以向鄰地所有人索賠。（中華民國民法第792條。）
    3. 關於施設：若土地所有人有需要通過鄰地而舖設管線時，在損害鄰地最小的狀況下得通過其土地之上下安設之，也應支付償金。（中華民國民法第786條。）
2. 排水用水關係
  1. 排水關係：可以分成自然排水與人工排水二種情況
    1. 自然排水：低地所有人有承受水流的義務，只要是屬於自然流至的水源，低地所有人不可以攔阻；而高地所有權人也不可以藉口利用水源之便而完全阻擋水源流到低地。[註 5]此外，若因山洪降雨等天災導致水流在低地阻塞時，高地所有權人有疏水權，即高地所有權人得自己出資為必要的疏通工事，而低地所有人受有利益者，應按其受益之程度，負擔相當之費用。（中華民國民法第778條）。
    2. 人工排水；
      1. 低地所有權沒有承受人工排水的義務：低地所有權人對自然流水有承受水流的義務，但對人工排水則否。所以當土地所有人因所建造的蓄水、排水設備出問題而危及鄰地，或有損害之虞埘 ，土地所有人有義務為修繕，或為預防工事。費用由土地所有人負擔。此外，土地所有人亦不能設置屋簷等類似之設施，使雨水直注入鄰居的土地（中華民國民法第776、777條）
      2. 高地所有權人在有條件的限制下有人工排水權： 高地所有人若欲將積水排至河道或溝渠，得使用鄰地，但須選擇低地損害最小的處所及方法為之，若有造成損害，自應賠償低地所有人。（中華民國民法第779條）

  2. 用水關係
    1. 水源地或水流地人的用水關係：
      1. 自由使用水源權：水源地、井、溝渠等等之所有人，得自由使用其水源。若遇有有他人破壞水源時，得請求損害賠償。（中華民國民法第781、782條）
      2. 變更水流權：水流地人對於水流的利用，在對岸土地仍為自己所有時，得變更水流及其寬度。但為保障鄰地人的用水權起見，仍應保留下游的自然水路。（中華民國民法第784條）
      3. 設堰用堰權：水流地所有權人若為利用水資源，甚至在未獲對岸所有權人的同意之下，然可以設堰，此即所謂的設堰權，但若有損及對岸鄰地時，仍須支付賠償。另外，對岸鄰地所有人亦有使用該堰壩的權利，但亦須負擔設置及維護費用。（中華民國民法第785條）

    2. 缺水地人的用水關係：缺水地所有權人可以用支付償金的方式，向鄰地所有人請求給與剩餘之水。（中華民國民法第783條）
3. 通行侵入關係
  1. 通行關係：
    1. 袋地通行：「袋地」是指沒有跟公路相通，而被其他土地所包圍者。土地所有人得通行周圍地以至公路，周圍的鄰地所有人負有容忍義務。若有必要，亦得開設道路。但主張有通行權之土地所有人應支付償金，而且必須選擇侵害周圍鄰地最小的方式為之。（中華民國民法第787、788條）
    2. 正中宅門使用：若大門屬於「區分所有」中的共有部分時，各所有權人自得使用該正門。但若是該正門恰巧落在某所有權人的「專有部分」時，在必要的情形下，他所有權人可以使用之。所謂必要的情形，通常是指原有之通路遇婚喪喜慶或搬運大型家具，原有通路不敷使用，因而需要臨時利用該正門者，但若有損害，亦應賠償之。（中華民國民法第800條）[5]}}

  2. 侵入關係
    1. 外人侵入：除非該外人有下列三情形，否則土地所有權人皆得阻止外人的入侵。（1）有通行權者；（2）依地方習慣，任由外人進入未設圍障之土地而從事樵採牧畜活動；[註 6]（3）他人進入搜尋失物者。（中華民國民法第790、791條）
    2. 氣響侵入：「氣」指的是氣體，灰塵；而「響」指的是聲音。原則上土地所有權人皆有權禁止氣響（或與氣響相類似物質）的入侵，但若情況屬於輕微，或是按土地形狀、地方習慣，認為相當者，則不在此限。（中華民國民法第793條）
4. 枝根果實關係
  1. 枝根刈除：若鄰居所種植物的根枝逾越地界，在有妨害其土地利用的情形下，土地所有權人得向鄰居請求在相當期限內刈除，逾期則可自行刈除而請求其刈除費用。（中華民國民法第797條）
  2. 果實獲取：果實若自落於鄰地者，該果實之所有權屬於鄰地所有人而非樹木所有人。（中華民國民法第798條）
5. 越界建築關係：土地所有人建築房屋非因故意或重大過失逾越地界者，鄰地所有人如知其越界而不即提出異議，不得請求移去或變更其房屋。但土地所有人對於鄰地因此所受之損害，應支付償金。鄰地所有人也可以請求房屋所有人購買越界之土地。（中華民國民法第796條）

中華人民共和國對於相鄰關係只做概要性的規定，首先揭示「應當按照有利生產、方便生活、團結互助、公平合理的原則」，處理相鄰關係。其內容與中華民國民法物權篇相差不多，但較為簡略。但加入了不得妨礙鄰人的通風、採光、日照權等概念，此為前者所無。

## 廣義的不動產所有權
從廣義上來說，不動產所有權是由兩個不同的法律專有名詞，一是不動產，二是所有權兩個概念所組成。

### 不動產所有權的意義與特性
不動產是指土地，以及長期且固定附著在土地上（包含地上、地下）的人為建築物（定著物）。而所有權乃指得對所有物有自由使用、收益、處分的權限。本著上述的權利，對於他人之侵害，自然得加以排除之。

### 不動產的所有人
在土地私有制的國家中，私人得以擁有土地，亦得自由處分、收益與使用該筆土地。對於土地上之建築物，依私有制度的法理，所有擁有的權利與土地所有權人相同。自然，國家也可以為不動產的所有人
中華人民共和國非屬於土地私有制度之國家，土地屬於國家，或是農民集體所有：在其土地管理法第8條規定，城市市區的土地屬於國家所有。 而農村和城市郊區的土地，除由法律規定屬於國家所有的以外，以及宅基地和自留地、自留山，屬於農民集體所有（集體土地所有權）。但在建築物上則有放寬，准許私有。

### 不動產所有權的種類
不動產的種類有土地，以及固定附著於土地之建築物。而後者又可分為獨立的建築物所有權（如獨棟房屋），以及區分所有權（如公寓大廈）。